# Central-Europa-Film
Central-Europa-Film est une société de production de cinéma. Fondée par Waldemar Frank (de), elle produit de 1950 à 1957 des films musicaux et des adaptations d'opérettes.

## Filmographie
- 1950 : Musikalische Kostbarkeiten
- 1951 : Es geht nicht ohne Gisela
- 1952 : Der Fürst von Pappenheim
- 1953 : Der Vetter aus Dingsda (de)
- 1953 : La Rose de Stamboul (Die Rose von Stambul)
- 1954 : Clivia
- 1954 : Schützenliesel
- 1955 : Bal au Savoy
- 1955 : Musik im Blut
- 1956 : Die Rosel vom Schwarzwald
- 1956 : Die schöne Meisterin
- 1957 : Viktor und Viktoria
- 1957 : Ainsi sont les hommes